# Leptolalax pictus
Leptolalax pictus es una especie de anfibios de la familia Megophryidae.

## Distribución geográfica
Es endémica de Borneo (Kalimantan, Malasia y, quizá, Brunéi).

## Estado de conservación
Se encuentra amenazada de extinción por la pérdida de su hábitat natural.